# جوزف اف. جانستون
جوزف اف. جانستون (به انگلیسی: Joseph F. Johnston) سناتور سابق عضو حزب دموکرات ایالات متحده آمریکا بود. وی در سال ۱۹۰۷ تا ۱۹۱۳ میلادی سناتور ایالت آلاباما در سنای ایالات متحده آمریکا بود.